# Michael Reaves
Pour les articles homonymes, voir Reaves.
Œuvres principales
- Série Les Nuits de Coruscant
- Dark Maul : L'Ombre du chasseur

Michael Reaves, né le 22 janvier 1949 à San Bernardino en Californie et mort le 20 mars 2023 à Los Angeles, est un écrivain américain de science-fiction. Il est entre autres célèbre pour ses livres se déroulant dans l'univers Star Wars. Il est souvent associé à Steve Perry. Il écrit également de nombreux épisodes pour la télévision que ce soit pour des séries télévisées ou des dessins animés.

## Œuvres

### UniversStar Wars

#### SérieLa Guerre des clones
1. Medstar I : Chirurgiens de l'espace, Fleuve noir, coll. « Star Wars » no 71, 2005 ((en) MedStar I: Battle Surgeons, 2004)  (ISBN 2-265-06946-9)Écrit avec Steve Perry.
2. Medstar II : Guérisseuse Jedi, Fleuve noir, coll. « Star Wars » no 72, 2005 ((en) MedStar II: Jedi Healer, 2004)  (ISBN 2-265-06947-7)Écrit avec Steve Perry.

#### SérieLes Nuits de Coruscant
1. Crépuscule Jedi, Pocket, coll. « Star Wars » no 111, 2012 ((en) Jedi Twilight, 2008)  (ISBN 978-2-266-22641-7)
2. Rue des ombres, Pocket, coll. « Star Wars » no 113, 2012 ((en) Street of Shadows, 2008)  (ISBN 978-2-266-22642-4)
3. Modèles de Force, Pocket, coll. « Star Wars » no 114, 2012 ((en) Patterns of Force, 2009)  (ISBN 978-2-266-22643-1)
4. Le Dernier Jedi, Pocket, coll. « Star Wars » no 127, 2014 ((en) The Last Jedi, 2013)  (ISBN 978-2-266-25254-6)Écrit avec Maya Kaathryn Bohnhoff (en).

#### Romans indépendants
- Dark Maul : L'Ombre du chasseur, Presses de la Cité, 2001 ((en) Darth Maul: Shadow Hunter, 2001)  (ISBN 2-258-05337-4)Réédition, Fleuve noir, coll. « Star Wars » no 51, 2002 (ISBN 2-265-06928-0) ; réédition, Pocket, coll. « Star Wars » no 51, 2012 (ISBN 978-2-266-22644-8)
- (en) Shadow Games, 2011Écrit avec Maya Kaathryn Bohnhoff (en).
- L'Étoile noire, Fleuve noir, coll. « Star Wars » no 89, 2008 ((en) Death Star, 2007)  (ISBN 978-2-265-08656-2)Écrit avec Steve Perry.

### Romans indépendants
- Entremonde, Au Diable Vauvert, 2010 ((en) InterWorld, 2007)  (ISBN 978-2-84626-167-8)Écrit avec Neil Gaiman.

### Livre-jeu
- Le Sabre du samouraï, Michael Reaves et Steve Perry, Carrere, Le livre qui fera de vous le voyageur du temps(n 3)[2]